# Rachs Restaurantschule

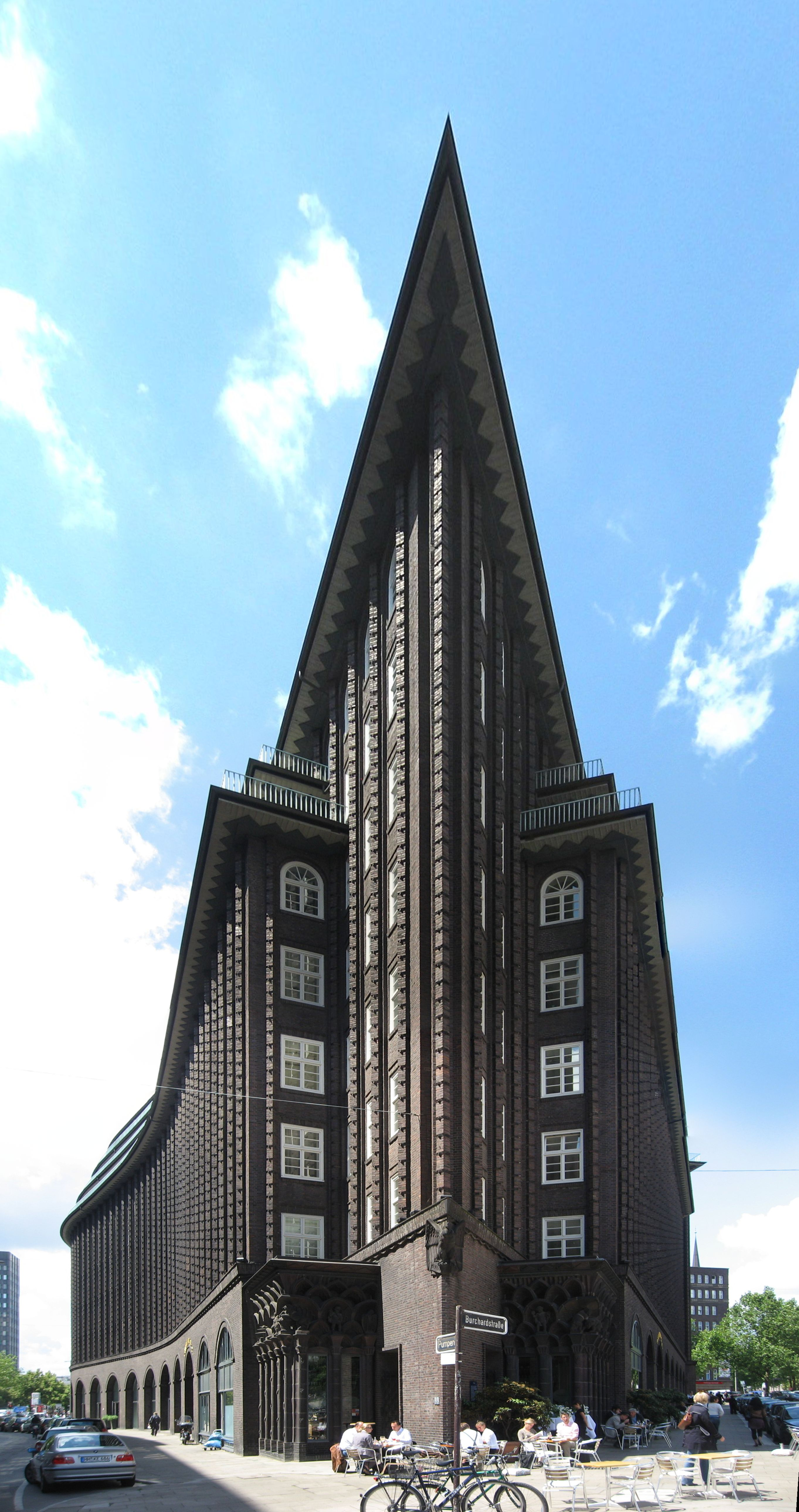
Chilehaus in Hamburg, Drehort der ersten Staffel der Serie

Rachs Restaurantschule ist eine Reality-Doku auf RTL, deren erste Staffel 2010 ausgestrahlt wurde. Verantwortlich für das Projekt ist Christian Rach, der schon durch die Sendung Rach, der Restauranttester bekannt wurde. Der Koch ist auch einer der vier Ausbilder der Kandidaten der Sendung.
Die Serie basiert auf dem britischen Vorbild Jamie’s Kitchen mit Jamie Oliver.

## Inhalt
Zwölf Kandidaten im Alter zwischen 17 und 44, deren berufliche Lebensläufe verschiedene Brüche, etwa durch ungewollte Schwangerschaft oder Haft, enthalten, erhalten die Möglichkeit, innerhalb von zwei Monaten ein Restaurant aufzubauen. In diesem können sie nach erfolgreicher Teilnahme entweder im Service oder in der Küche langfristig arbeiten oder erhalten eine entsprechende Ausbildung.
Während der zweimonatigen Aufbauphase erhalten die Kandidaten 500 € monatlich sowie eine Wohnung. Das Restaurant „Slowman“ befindet sich im Erdgeschoss des bekannten Chilehauses in Hamburg. Der Name wurde zum einen wegen der gewollten Abgrenzung zu Fastfood („Slow“) gewählt, zum anderen war das Chilehaus bis Mitte der 1980er Jahre im Besitz der Familie Sloman.
Drei Kandidaten schieden aus diversen Gründen (Unzuverlässigkeit, zu geringes Alter, Umorientierung) vorzeitig aus dem Projekt aus. Alle verbliebenen neun Praktikanten wurden am Ende der Sendung aufgrund ihrer gezeigten Leistungen in weitergehende Beschäftigungsverhältnisse (Festanstellungen, Berufsausbildungen und Berufspraktika) übernommen. Im Rahmen der Anfang Januar 2011 ausgestrahlten Wiedersehensfolge wurde bekanntgegeben, dass drei weitere Teilnehmer ihre Chance nicht genutzt haben. Die Gründe lagen hier im Wesentlichen in der mangelnden Zuverlässigkeit der Projektteilnehmer. Unbenommen dessen wirkten zu dem Zeitpunkt noch sechs der ursprünglichen zwölf Teilnehmer der Sendung in dem Hamburger Gastronomiebetrieb mit und sind teilweise mit weiterführenden Verträgen ausgestattet worden.
Am 12. September 2011 berichtete Christian Rach in der TV-Sendung hart aber fair, dass mittlerweile nur noch eine Teilnehmerin im Slowman arbeite, zwei Teilnehmerinnen seien schwanger geworden, ein Teilnehmer sei massiv mit dem Gesetz in Konflikt geraten.

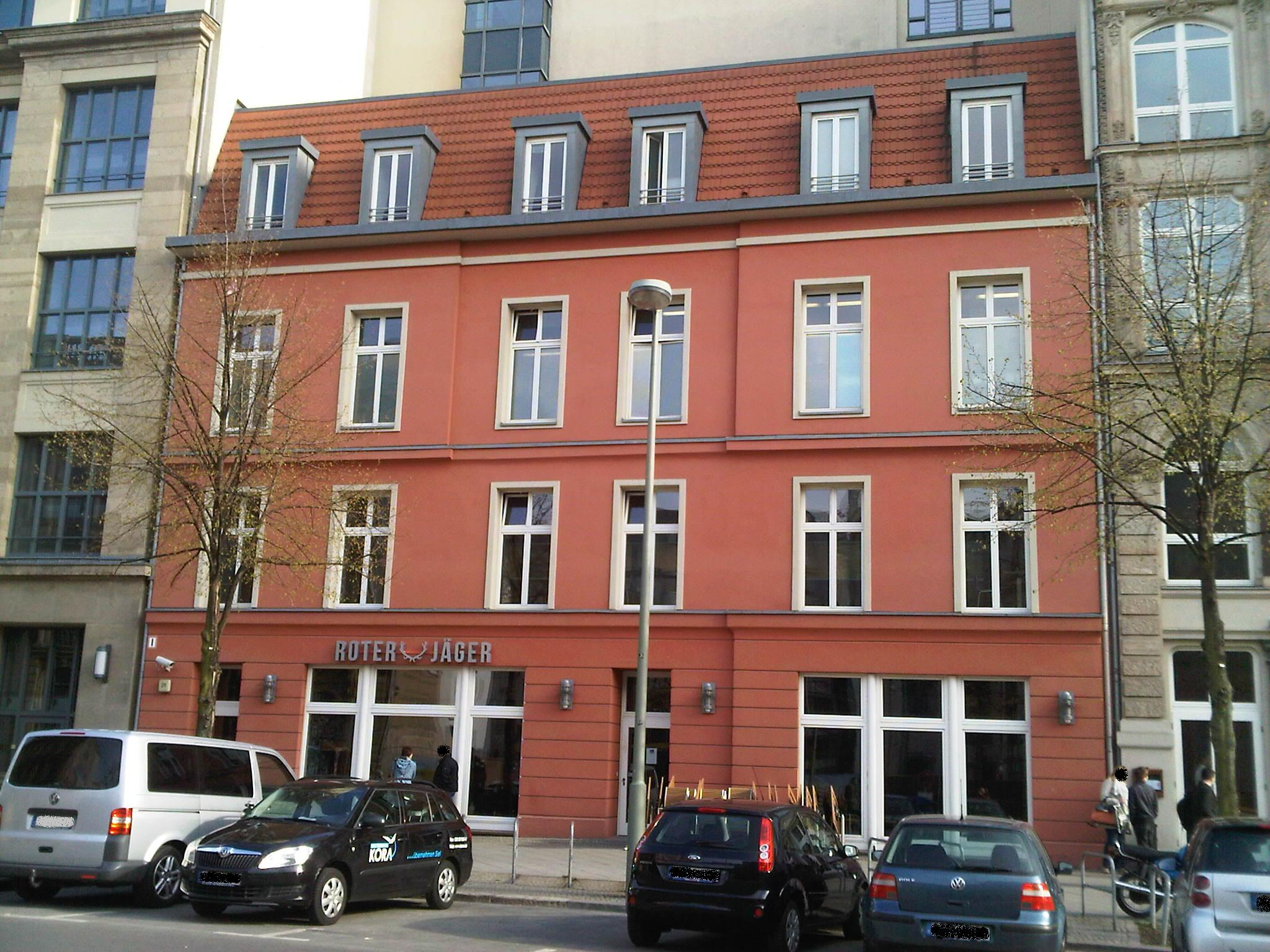
Roter Jäger in der Jägerstraße in Berlin-Mitte

Zwischen dem 16. April und 21. Mai 2012 wurde die zweite Staffel der Serie, die in Berlin produziert wurde, ausgestrahlt. Drehort war das Restaurant „Roter Jäger“ in der Jägerstraße in Berlin-Mitte. Der Name setzt sich aus der roten Farbe des Gebäudes sowie dem Straßennamen zusammen. Das Lokal wurde Ende 2013 geschlossen.

## Kritik
Die Presse nahm das Format zunächst gut auf und sprach von der Ernsthaftigkeit der Sendung im Vergleich zu anderen RTL-Produktionen als „einem Verdienst des distanziert-fordernden Spitzenkochs“ und davon, dass in dieser Serie Unterhaltung und Botschaft kombiniert würden.
Zu Beginn der zweiten Staffel bezeichnete der Focus die Haltung gegenüber den Teilnehmern als gespieltes Gutmenschentum, um Werbeblöcke zu verkaufen. Auch sueddeutsche.de sah im Trailer der zweiten Staffel „viel von Castingshow à la RTL, aber wenig von ‚Schulfernsehen ohne Häme‘“ Die WAZ attestierte dem Format zwar „Drama, Drama und noch mehr Drama“ und kritisierte das Schubladendenken, stellte zugleich jedoch die Rolle von Rach als positiv und glaubwürdig heraus.

## Auszeichnung
- Deutscher Fernsehpreis 2010 in der Kategorie Bestes Dokutainment (gemeinsam mit Rach, der Restauranttester)